# 메흐메트 괴르메즈

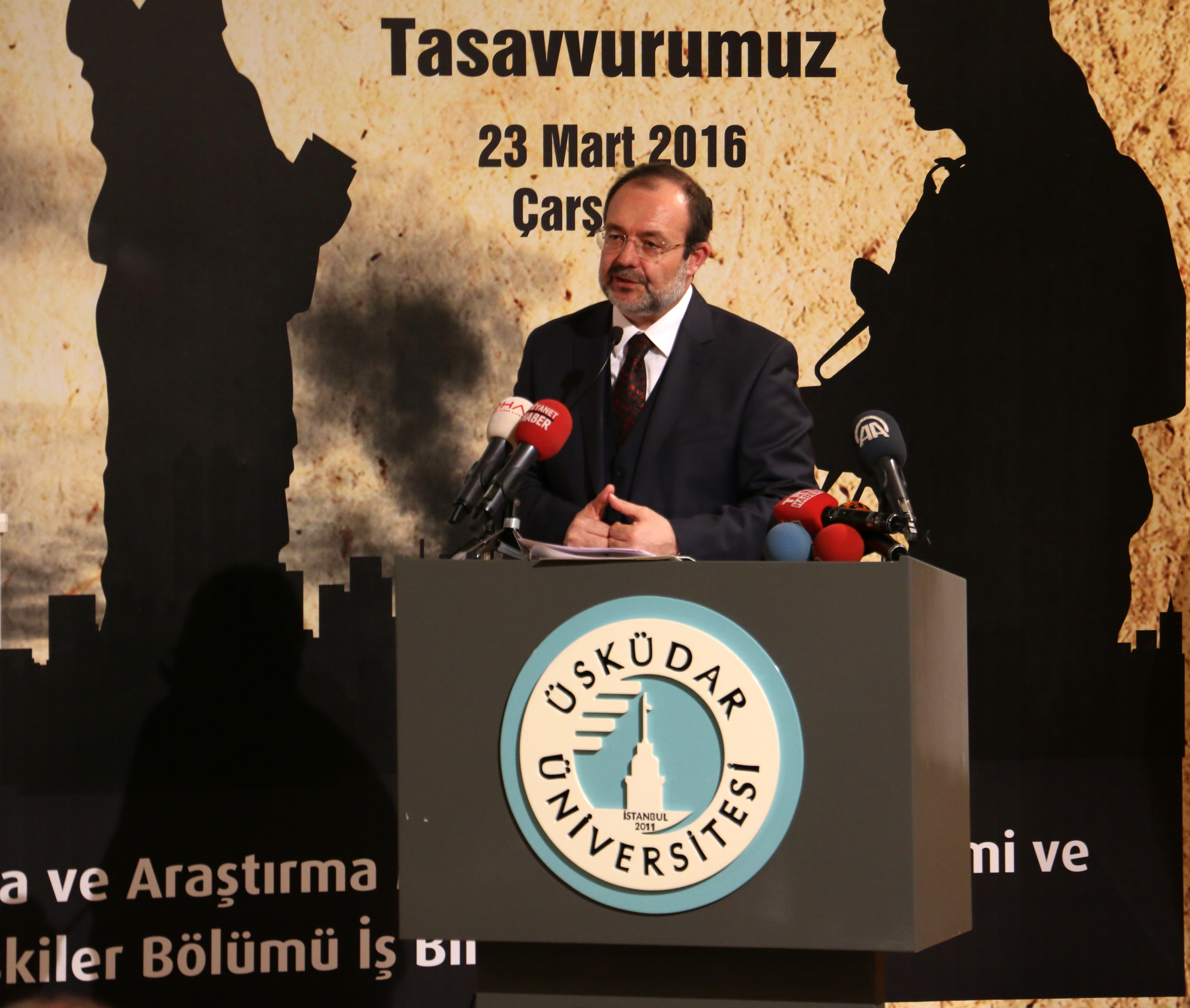
메흐메트 괴르메즈

메흐메트 괴르메즈(튀르키예어: Mehmet Görmez, 1959년 ~ )는 터키의 이슬람학자이다. 2010년부터 2017년까지 튀르키예 국가 종무국의 수장을 역임하였다. 튀르키예와 북키프로스의 이슬람교 최고 권위자이다.

## 생애
가지안테프 주 니지프(Nizip) 출신이다. 1987년 앙카라 대학교에서 이슬람학 박사 학위를 취득했으며 카자흐스탄의 아흐메트 예세비 대학교에서 조교로 활동했다. 1988년부터 1989년까지 이집트 카이로 대학교에서 근무했고 1995년 앙카라 대학교에서 이슬람학 철학박사 학위를 받았다. 1997년부터 1998년까지는 영국에 거주했다.
2001년부터 2003년까지 하제테페 대학교에서 강사로 활동했고 2006년에는 교수로 채용되었다. 그는 튀르키예어와 쿠르드어, 아랍어, 영어를 구사하며 결혼한 뒤에 3명의 자녀를 두고 있다.